# Stephen Houlgate
Stephen Houlgate, född 24 mars 1954, är en brittisk filosof. Han är professor vid University of Warwick.

## Biografi
Stephen Houlgate föddes 1954. Han avlade doktorsexamen med avhandlingen Metaphysics and its criticism in the philosophies of Hegel and Nietzsche år 1984; hans handledare var Nicholas Boyle.
Houlgate har publicerat verk om bland andra Hegel, Nietzsche och Derrida.